# Zofia Maria Michalska
Zofia Maria Michalska (ur. 7 sierpnia 1934, zm. 24 lutego 2018 w Łodzi) – polska chemiczka, prof. dr hab. inż.

## Życiorys
Zofia Maria Michalska urodziła się 7 sierpnia 1934. Rozpoczęła pracę na Politechnice Łódzkiej. Posiadała stopień doktora habilitowanego, a 19 kwietnia 2002 uzyskała tytuł naukowy profesora nauk chemicznych. Zmarła 24 lutego 2018 i została pochowana 6 marca 2018 na cmentarzu komunalnym na Dołach przy ul. Smutnej 1.